# ケース39
『ケース39』（原題: Case 39）は、2009年のアメリカのホラーサスペンス映画。2006年にバンクーバーで撮影され、2009年から2010年にかけて世界各国で公開された。アメリカでは2010年10月1日に公開された。日本では劇場未公開（2010年7月23日にDVDが発売）。
WOWOWでは『ケース39 招かれざる少女』のタイトルで放送予定。

## あらすじ
児童保護局で働くエミリー・ジェンキンスは38個の案件を抱えて多忙だったが、新たに39個目の案件を割り振られ、リリーことリリス・サリヴァンを担当することになる。約束を取り付けサリヴァン家を訪問するエミリーだが、なにやらサリヴァン夫妻の様子がおかしい。エミリーが夫妻の目を盗んでリリーと話してみると、彼らがリリーのことを「地獄に送る」と話していたことを知らされる。しかし、いざ証言として録音しようとするとリリーは口を閉ざし、案件は問題なしとして処理されてしまった。エミリーは知り合いの刑事マイクに助けを求めるが、協力するには犯罪の証拠が必要だと告げられる。
エミリーがリリーを待ち伏せして自宅の電話番号を渡した数日後、夜中にリリーから命の危険を訴える電話がかかってくる。エミリーは車を飛ばし、連絡しておいたマイクとサリヴァン家の前で合流すると、家の中では夫妻がリリーをオーブンで焼き殺そうとしていた。エミリー達は夫妻の抵抗を受けながらもなんとかリリーを助け出し、逮捕された夫妻は精神鑑定にかけられることになった。
施設へ預けられることになったリリーだが、彼女はエミリーと一緒に暮らすことを望んでいた。エミリーは里親になれないことを告げリリーを見送るが、関係者に必要性を訴え嘆願した結果、リリーと一緒に暮らすことが許される。リリーを自宅へ迎え入れたエミリーは彼女の荷物を持ち出すためサリヴァン家を訪れた際に、夫妻の寝室に強固な鍵が取り付けてあることに気付く。
ある日、エミリーが担当している少年ディエゴが両親を殺害してしまう。エミリーはマイクに呼び出され、事件前日の夜中にエミリーの自宅からディエゴの家へ電話がかけられていたことを知らされる。エミリーに覚えはなく、リリーに確認するとディエゴは同じグループセラピーを受けているが電話はかけていないと主張する。しかしエミリーがディエゴに話を聞くと、電話をかけてきたのはリリーだという。
リリーを不気味に感じ始めたエミリーはボーイフレンドでカウンセラーのダグラスにリリーと話をさせるが、リリーはダグラスを軽くあしらってしまう。その晩、ダグラスは自宅でノイズしか聞こえない電話に出た後、大量の蜂が自分の体の中から出てくる幻覚を見て発狂し、死んでしまう。一連の事件の原因はリリーだと考えたエミリーは精神病院で彼女の父エドワード・サリヴァンと面会し、リリーが邪悪な存在であることを確信する。
エミリーは夫妻と同じく寝室に強固な鍵を取り付けるなど防衛策を講じるが、リリーが見せる幻覚に翻弄され精神的にまいっていく。やがて恐怖のあまり逃げ出そうとするエミリーだが、リリーは先回りして待ち構えており、自分の要求に従うようにエミリーへ忠告する。
翌日、出勤したエミリーはリリーの里親が見つかったことを知らされる。再びエドワードと面会し、悲劇を止めるにはリリーを殺すしかないと覚悟を決めたエミリーがマイクを訪ねると、昨夜の夜中にリリーからの電話がかかってきたことを告げられる。マイクはリリー殺害に協力することを決め準備をするが、幻覚を見せられて撃ったショットガンが自分に当たって死んでしまう。
リリーに睡眠薬を飲ませ家ごと焼き殺そうとするエミリーだったが、リリーには看破されており殺し損ねてしまう。翌朝、エミリーは呆然としたままリリーと共に車に乗り込むと、アクセルを踏み込んで猛スピードで危険走行をし始める。リリーは幻覚を見せてやめるように仕向けるものの、死を覚悟したエミリーは動じず車を走らせ続け、ついには幻覚に打ち勝ってみせる。
リリーが恐怖していることに気付いたエミリーは車ごと水に突っ込むと、脱出しようとするリリーを後部座席に追いやって押し込み、脱出できないように閉じ込める。なんとか脱出したエミリーが水面を眺めていると、大きな気泡だけが上がってきていた。

## キャスト
※括弧内は日本語吹き替え
- エミリー・ジェンキンス - レネー・ゼルウィガー（石塚理恵）
- リリス・サリヴァン - ジョデル・フェルランド（宇山玲加）
- マイク・バーノン刑事 - イアン・マクシェーン（斎藤志郎）
- ダグラス・J・エームズ - ブラッドリー・クーパー（藤井啓輔）
- マーガレット・サリヴァン - ケリー・オマリー（松熊つる松）
- エドワード・サリヴァン - カラム・キース・レニー（谷昌樹）
- ウェイン - エイドリアン・レスター（大西健晴）
- デニーズ - ジョージア・クレイグ
- ナンシー - シンシア・スティーヴンソン（竹村叔子）
- ディエゴ・ラミレス - アレクサンダー・コンティ

## 公開
パラマウント映画は当初アメリカでの公開を2008年2月に予定していたが、2008年8月22日、2009年4月10日、2010年1月1日と延期を重ねた上、一時公開スケジュールから外していた。しかし2010年8月、パラマウント・ヴァンテージによる2010年10月1日の公開が発表された。
オーストラリアでも度重なる延期に遭い、2009年8月20日の公開が謳われていたものの、最終的に公開されたのは11月5日だった。
日本ではDVDスルーとして2010年7月23日にDVDが発売された。

## 評価

### 興行成績
2009年8月13日、ニュージーランドの19の映画館で公開された本作は、その週末に3万5056ドル、1館あたり1845ドルを売り上げて12位にランクインした。
85館で公開されたオーストラリアでは、週末に17万6526ドル、1館あたり2077ドルで12位にランクインした。翌週には70%の減収を記録し、最終的な興行成績は33万2956ドルだった。

### 批評
レビュー・アグリゲーターのRotten Tomatoesでは76件のレビューで支持率は21%、平均点は4.00/10となった。Metacriticでは15件のレビューを基に加重平均値が25/100となった。